# نووالکساندروفکا (شهرستان شارانسکی، باشقیرستان)
نووالکساندروفکا (انگلیسی: Novoalexandrovka, Sharansky District, Republic of Bashkortostan) یک شهرک در شهرستان شارانسکی استان باشقیرستان کشور روسیه است.